# Stadio Città dello sport Re Abd Allah
Lo stadio Città dello sport Re Abd Allah (in arabo مدينة الملك عبدالله الرياضية‎?; in inglese King Abdullah Sports City Stadium), noto anche come il Gioiello splendente (in arabo:الجوهرة المشعة), è uno stadio di calcio situato circa 60 chilometri a nord della città di Gedda, in Arabia Saudita, nell'ambito di un complesso che si configura come una vera e propria cittadella dello sport.
Lo stadio principale, denominato ufficialmente stadio internazionale are And Allah (in inglese King Abdullah International Stadium), è usato per il calcio e può ospitare 62 241 spettatori. Si tratta dello stadio più grande di Gedda e del secondo più capiente d'Arabia Saudita, dopo il polifunzionale stadio internazionale Re Fahd della capitale Riad. Attorno all'impianto principale sorgono alcuni impianti minori, tra cui una pista d'atletica e un palazzetto per sport al coperto.
Ospita le partite casalinghe dell'Al-Ittihad e dell'Al-Ahli.

## Storia
L'idea di un nuovo stadio nella città costiera di Gedda fu presa in considerazione sin dagli anni novanta. La costruzione dello stadio ebbe inizio nel 2012, su progetto degli architetti e gli ingegneri di Arup Associates. Prima dell'inaugurazione ufficiale dell'impianto, il principale stadio della città era lo stadio Principe Abd Allāh bin Fayṣal, la cui capienza di circa 24 000 spettatori era ben inferiore a quella dell'impianto attuale. Lo stadio principale della Città Sportiva Re Abd Allah è considerato uno dei punti di forza dell'emergente calcio saudita ed è stato da molti lodato per la sua eleganza.
L'impianto fu inaugurato il 1º maggio 2014 alla presenza di 62 241 spettatori, in occasione della finale della Coppa del Re dei Campioni tra Al-Ahli di Gedda e Al-Shabab, che vide la vittoria dei secondi per 3-0. Alla partita presenziò il sovrano Abd Allah. Il primo gol nel nuovo stadio fu segnato dal brasiliano Fernando Menegazzo su calcio di rigore.
Il 27 aprile 2018 vi si svolse l'evento WWE Greatest Royal Rumble.
Il 16 gennaio 2019 lo stadio ospitò la Supercoppa italiana 2018 tra Juventus e Milan, vinta dai bianconeri con il risultato di 1-0.
Dall'8 al 12 gennaio 2020 lo stadio ha ospitato la Supercoppa di Spagna 2019 in un rinnovato formato, che ha visto la disputa di semifinali e finale. L'atto conclusivo ha visto la vittoria del Real Madrid contro l'Atlético Madrid per 4-1 ai tiri di rigore.
Dal 2023 per il quadriennio successivo ospiterà il Next Generation ATP Finals, un evento tennistico.

## Struttura
All'esterno dell'impianto principale sorgono tre campi da calcio e quattro piccole aree coperte usate per il calcio. Vi sono anche sei campi da tennis e un grande palazzo adibito a sport di vario genere e altri scopi. La cittadella comprende anche una moschea maggiore e sei piccole moschee più piccole. Un centro mediatico fornisce spazi per ospitare e trasmettere conferenze stampa.
Lo stadio può ospitare al più 62 241 spettatori. Il record di affluenza fu registrato in occasione della partita tra Brasile e Argentina del 16 ottobre 2018, terminata 1-0 in favore dei brasiliani, con 62 345 spettatori.